# 藤堂長源
藤堂 長源（とうどう ながもと、元禄2年（1689年） - 享保元年（1716年））は、津藩士名張藤堂家（藤堂宮内家）第4代。伊賀国名張1万5000石の領主。
通称右近、宮内。父は名張藤堂家第3代・長守。娘に藤堂長熙室・知久。

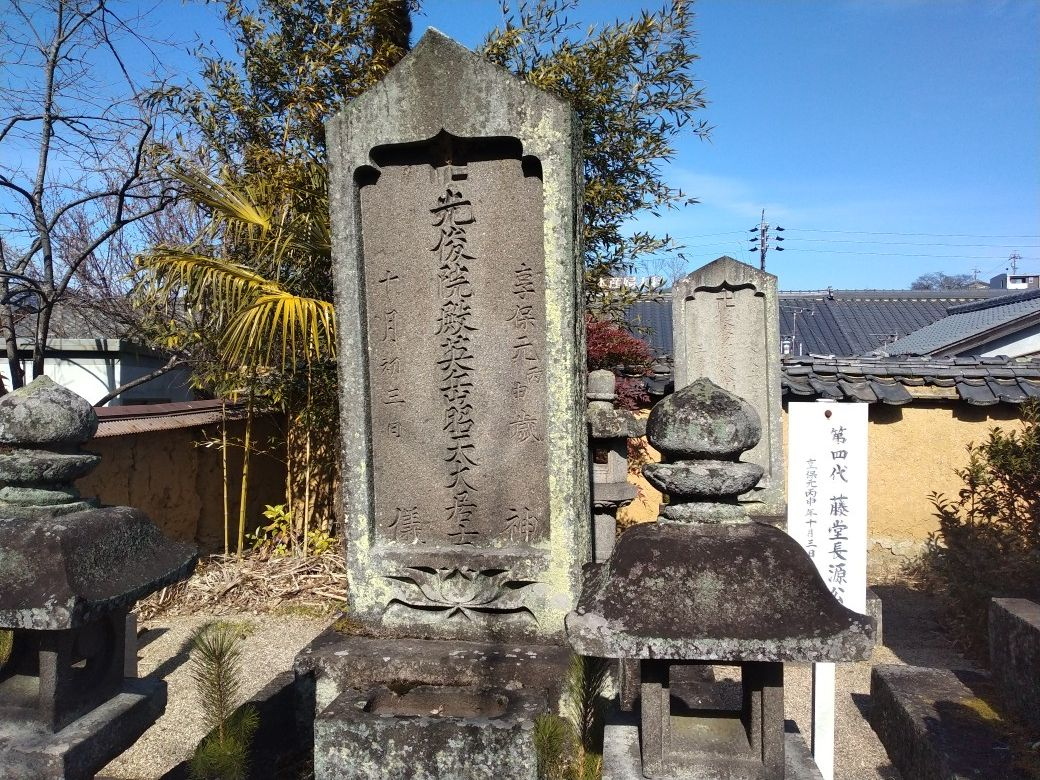
藤堂長源の墓(名張市徳蓮院)

生来病弱であった。享保元年（1716年）、療養先の京都で客死した。跡を婿養子として分家・藤堂修理（九兵衛）家出身で従弟にあたる長熙が継いだ。宝永7年（1710年）の名張大火で屋敷が焼失しており、現在残っている名張藤堂家邸はその後再建されたものである。墓所は名張市徳蓮院。